# Tysklands nationaldemokratiska parti
Hemlandet (tyska: Die heimat), tidigare känt som Tysklands nationaldemokratiska parti, NPD (tyska: Nationaldemokratische Partei Deutschlands), är ett ultranationalistiskt politiskt parti i Tyskland. Partiet grundades år 1964 och ger uttryck för starkt rasistiska värderingar och betraktas allmänt som nynazistiskt. Dess storhetstid var under senare delen av 1960-talet under ledning av Adolf von Thadden, då partiet var representerat i sju olika tyska delstatsparlament. Partiet försvann nästan helt, men kom småningom tillbaka på 1990-talet med kommunala mandat. 2003 var det nära att partiet förbjöds såsom varande författningsstridigt, men tyska författningsdomstolen godkände inte yrkandet från förbundsregeringen om förbud.
Den 1 januari 2011 gick NPD samman med Tysklands andra stora högerextrema parti, Tyska folkunionen, och det nya partinamnet blev därefter formellt Tysklands nationaldemokratiska parti – folkunionen. NPD har aldrig fått de fem procent av rösterna i ett förbundsdagsval som krävs för att ett parti ska representeras i det tyska parlamentet. Partiet har däremot haft flera representanter i olika delstatsparlament under 1960-talet och återigen senare tid. Medlemsantalet låg 2013 på cirka 5400.

## Historia
Tysklands nationaldemokratiska parti har sina rötter i äldre nationalistiska och konservativa partier som existerade i Västtyskland under efterkrigstiden, bland annat Deutsche Reichspartei, Deutsche Partei och Vaterländische Union. Även från Fria demokratiska partiets nationalliberala högerflygel kom några av de första medlemmarna. Vid tiden för NPD:s grundande 1964 försökte dess politiska motståndare associera partiet till det nazistiska Nationalsocialistiska tyska arbetarepartiet (NSDAP) i syfte att upplösa partiet, då NSDAP hade förbjudits efter andra världskriget. När så NPD uppstod ansågs det ha nynazistiska drag utan att fullt vara ett nynazistiskt parti. Direkt vid partiets bildande erhöll man mandat i Bremens borgerskap då ledamöter från Deutsche Partei, som ju hade uppgått i NPD, satt där. I förbundsdagsvalet 1965 vann partiet 2 % av rösterna och i delstatsvalen 1966-67 kom partiet in i delstatsparlamenten i fem ytterligare förbundsländer. Tiden för grundandet präglades av den första recessionen efter det västtyska undret samt att en stor koalition mellan socialdemokrater och kristdemokrater regerade vilket helt marginaliserade den politiska oppositionen; på den yttre vänsterkanten var den så kallade Außerparlamentarische Opposition aktiv och på det yttre högerkanten mobiliserades alltifrån konservativa till nynazister.

### Förbudsförsök och valframgångar 2003-2006
År 2003 ansökte den federala regeringen, Förbundsdagen och Förbundsrådet gemensamt om att få förbjuda NPD hos Tysklands författningsdomstol, den högsta domstolen i Tyskland med rätt att förbjuda partier om dessa anses vara författningsfientliga. Fallet lades dock ner när det upptäcktes att en stor del av NPD:s inre kärna i själva verket var hemliga agenter eller informanter hos den tyska säkerhetstjänsten, som Bundesamt für Verfassungsschutz. Skaran innefattade en före detta högt uppsatt partimedlem som bland annat hade författat en antisemitisk skrift som var en viktig del av regeringens åtalsunderlag. En rad andra hemliga agenter fick dock aldrig sina identiteter röjda. Domstolen fann att det var omöjligt att avgöra vilka aktiviteter som hade beslutats om av det egentliga partiet och vilka som hade genomförts av hemliga agenter som försökte radikalisera partiet över gränsen. Horst Mahler (NPD), tidigare medlem i den väpnade vänsterorganisationen Röda arméfraktionen, försvarade NPD i domstolen. Den före detta förbundskanslern Gerhard Schröder har föreslagit att regeringen ska försöka förbjuda partiet på nytt.

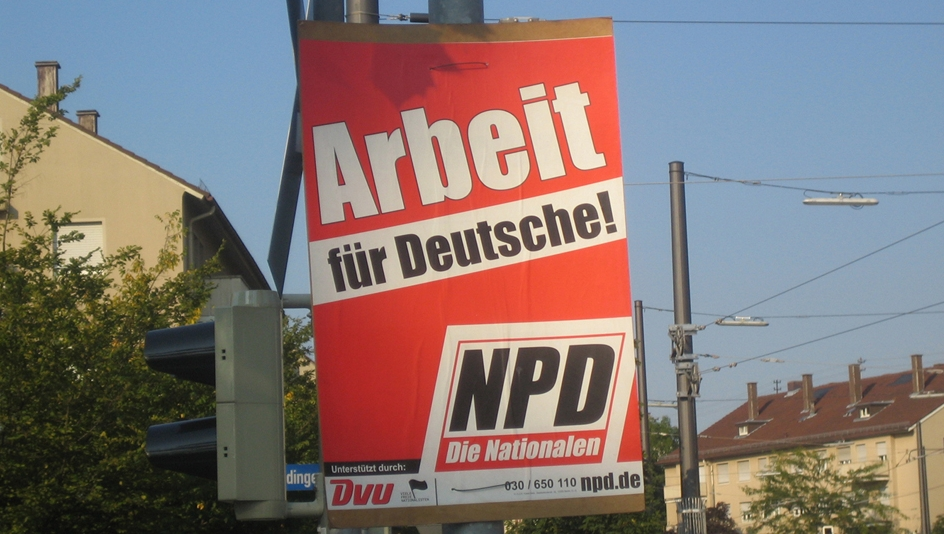
Valplakat från 2005. Texten lyder "Arbete för tyskar".

I delstatsvalet i Sachsen 2004 fick partiet 9,2 % av rösterna och tilldelades därmed 12 av sammanlagt 124 mandat i Sachsens lantdag. I förbundsdagsvalet 2005 fick partiet bara 1,6 % av rösterna nationellt men i vissa förbundsländer som Sachsen och Thüringen 4,9 % respektive 3,7 %. I delstatsvalet i Mecklenburg-Vorpommern 2006 fick partiet 7,3 % av rösterna och 6 mandat i Mecklenburg-Vorpommerns lantdag.
NPD hade 5 300 registrerade medlemmar 2004. Under år 2006 mottog partiet omkring 1 000 medlemsansökningar, vilket innebar att antalet medlemmar år 2007 uppgick till omkring 7 000.

### Kontroverser kring andra världskriget
Den 21 januari 2005 marscherade tolv medlemmar från NPD ut från en minnesceremoni för offren i Auschwitz i Sachsens delstatsparlament. NPD upprördes över att man höll en tyst minut för offren i Auschwitz-lägret när man inte höll någon för offren för de allierades bombräder i Dresden; i synnerhet för att de båda händelserna infaller relativt nära i tid. Holger Apfel, NPD:s dåvarande regionala ledare i Sachsen och vice partiledare på nationell nivå, höll ett tal i Sachsens delstatsparlament; han kallade i detta tal de allierade styrkorna för ”massmördare” på grund av deras roll i bombningarna. Hans kollega Jürgen Gansel kallade dem för en ”bombförintelse”.
Voigt uttalade själv sitt stöd för denna reaktion, vilket vissa ansåg vara ett brott mot den tyska lagen som förbjuder förintelseförnekelse. En domstol prövade emellertid ärendet och kom fram till att hans beskrivning av Dresden-bombningarna skyddades av yttrandefriheten och att hans syfte inte var att förringa de döda. Junge Landsmannschaft Ostdeutschland, som har stöd av NPD, organiserade år 2009 en 6 000 personer stor demonstration till minnet av bombningarna av Dresden. Demonstrationen skyddades av tusentals poliser och möttes av hundratals motdemonstranter.

### Valframgångar 2009 och partisammanslagning
Kommunvalet 2009 var en framgång för partiet, då man fick över 10 % av rösterna i omkring 50 småkommuner. Efter en dom i författningsdomstolen slogs det fast att femprocentspärren inte får användas i kommunala val; NPD fick följaktligen mandat i större städer som Dresden, Chemnitz, Weimar, Leipzig och Eisenach.
1 januari 2011 gick NPD formellt samman med Tyska folkunionen men partisammanslagningen förklarades ogiltig av domstol i slutet av samma månad efter klagomål från flera av den sistnämndas lokalavdelningar. Först i maj 2012 drog partiet tillbaka klagomålen och sammanslagningen blev slutgiltig genom Tyska folkunionens fullständiga integrering i NPD.

## Politisk plattform

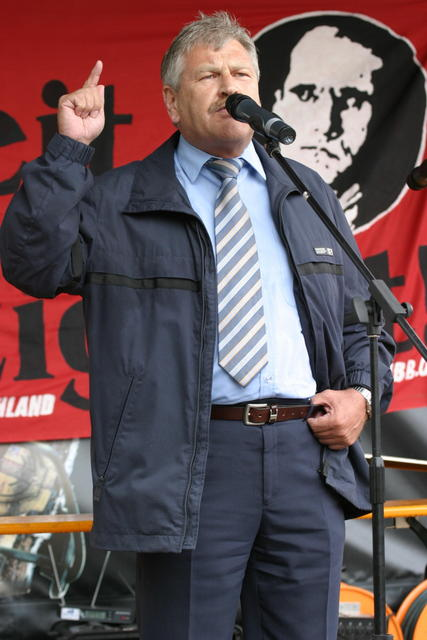
NPD:s fd ledare Udo Voigt talar med en bild av Rudolf Hess i bakgrunden.

Tysklands nationaldemokratiska parti har en politisk filosofi sammanfaller med vad som brukar kallas den "tredje positionen", en djupt nationalistisk strömning inom politiken som under 1900-talet växte fram ur kritik mot både marknadsliberalism och kommunism. NPD anammar även vissa föreställningar om den mänskliga naturen som, enligt partiets förre ledare Udo Voigt, skiljer sig från både kommunism och socialliberalism i det att den erkänner människor som ojämlika produkter av sina samhällen och sociala miljö. Voigt menar även att partiet är influerat av pionjärer inom etologin som Konrad Lorenz och Irenäus Eibl-Eibesfeldt. NPD kallar sig själv för partiet för ”mor- och farföräldrar och barnbarn” eftersom dagens vuxna generation, som delvis sammanfaller med den nya vänstern som hade sin storhetstid på 1960- och 1970-talen, har få personer som stödjer partiets politik. Partiet har i sina led skinheads, något som i princip saknas hos de ideologiskt likasinnade konkurrenterna. Apologetiken för Tredje riket är väl så stark som i Tyska folkunionen. Voigt har kallat det nuvarande tyska systemet illegalt och antytt att partiet ämnar byta ut det.
| ”                                                                    | Vårt mål är att avveckla Förbundsrepubliken på samma sätt som Folket för 15 år sedan avvecklade DDR. | „ |
| – Udo Voigt, citerad i Deland, Mats & Westin, Charles (2007), s. 157 | |   |

### Social- och identitetspolitik

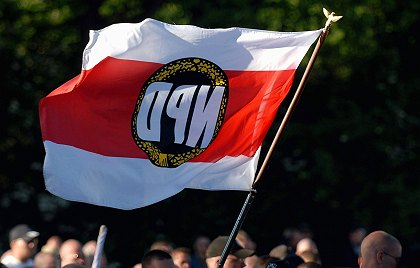
NPD:s flagga

Den främsta egenskapen hos NPD som har fått dess motståndare att klassificera det som extremt är dess sociala orientering och filosofi. Denna filosofi innehåller bland annat inställningen att myndigheter eller författningar som står i strid med "Folkets" möjlighet att bevara sina traditioner och säkra sin framtida existens måste avvecklas. NPD är därutöver även djupt invandringskritiskt och är emot en "islamisering" av Tyskland. I partiprogrammet kritiseras mångkultur och det slås fast att kulturell mångfald endast kan existera i åtskilda nationalstater som inte inkräktar på den enhetliga "folkgemenskapen". Partiet vill att familjepolitiska åtgärder, inklusive barnbidrag och mödrapenning, endast skall gå till att främja "tyska familjer" och abort får endast får förekomma i fall av våldtäkt eller då moderns liv riskeras. Man är emot registrerade partnerskap och har en djupt traditionell bild av familjen, könsidentiteter och kvinnans roll som mor och hemmafru.

### Ekonomisk politik
NPD:s ekonomiska program sägs främja social säkerhet för etniska tyskar och skydd mot plutokrati, även om man inte motsätter sig privategendom. Voigt har krävt att det ”liberal-kapitalistiska systemet” monteras ned. I jämförelse med övriga nationalistiska partier i Tyskland, främst Republikanerna och Tyska folkunionen, har NPD länge, trots sin högerextremism, i sin retorik försökt framstå som ekonomiskt mer vänsterinriktat för att på så sätt locka till sig ekonomiskt svaga grupper genom att spela på deras missnöje. Emellertid baseras i partiprogrammet exempelvis socialförsäkringssystemet, minimilöner och bidrag för arbetslösa på idén om att de som partiet betecknar som "utlänningar" eller "främlingar" inte skall åtnjuta samma rättigheter som de som definieras som "tyskar". Istället skall utlänningar ha en särskild "utlänningssocialfond" att tillgå vilken endast skall finansieras av utlänningarna själva samt företagen som anställer dem.

### Utrikespolitik
NPD hävdar att Nato har misslyckats med att tillvarata det europeiska folkets intressen och behov och man kräver Tysklands utträde ur försvarsalliansen. Man betraktar EU som en blott finansiell omorganisering av Europa. Även om de är starkt kritiska till EU så motsätter de sig – så länge som Tyskland ändå tillhör samarbetet – en eventuell anslutning av Turkiet. Man ser dock positivt på framtida samarbete med andra nationalister och europeiska nationalistiska partier, som Ukrainas nationalistparti.
Partiets politiska plattform bygger även på revanschism och slår fast att Tyskland är större än den nuvarande förbundsrepubliken, och motsätter sig de gränsdragningar som gjordes efter andra världskriget. En karta över Tyskland på partiets webbsida saknar den med Österrike delade gränsen och Oder-Neisse-linjen, vilket är den överenskomna gränsen för Tyskland åt öst som ett flertal gånger har accepterats, senast med Polen 1990. Detta kan tolkas som en genuin vilja att omförhandla gränserna för östra Tyskland, men även som ett populistiskt försök att profitera på de bittra känslor som fördrivningen av 12 miljoner tyskar efter andra världskriget gav upphov till (i synnerhet från Schlesien, Pommern, Danzig och Ostpreussen).

## Internationella band

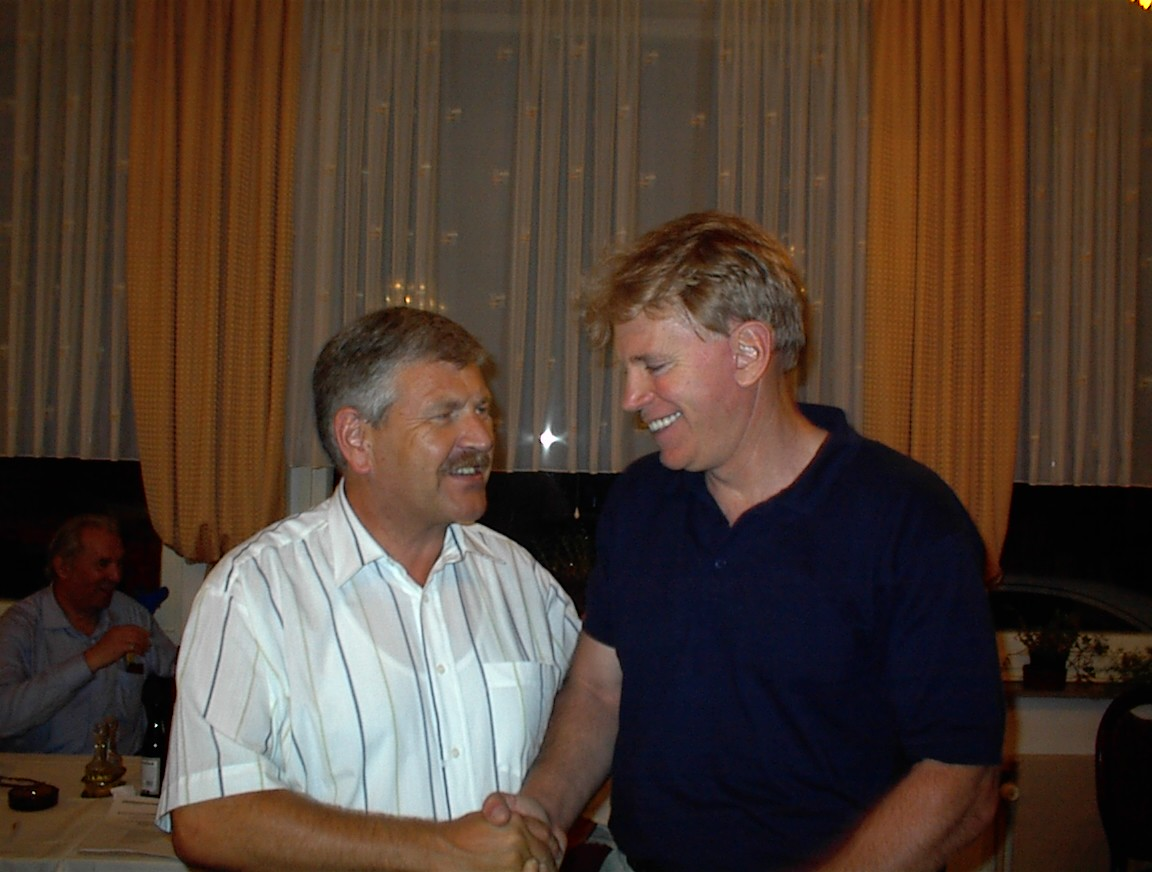
Udo Voigt och den framträdande vitnationalisten David Duke.

Voigt har haft möten med ett flertal företrädare för den så kallade vita nationalismen, såsom den amerikanske politikern David Duke, en tidigare medlem av Louisiana House of Representatives, grundare av det vitnationalistiska Stormfront samt tidigare ledare (Grand Wizard) för Ku Klux Klan. NPD har även uttryckt sitt stöd för den vitnationalistiska ukrainska organisationen UNA-UNSO.
I november 2008 skrev NDP, i ett dokument med namnet ”Afrika erövrar Vita huset”, att valet av Barack Obama som första afroamerikanska president i USA var ett resultat av ”den amerikanska alliansen mellan judar och negrer” (”the American alliance of Jews and Negroes”). Man hävdade även att det utbredda stödet för Obama i Tyskland ”påminner om en afrikansk tropisk sjukdom” (”resembles an African tropical disease”) och att Obama syftade till att förstöra USA:s ”vita identitet”. Man skrev vidare att ”Ett icke-vitt Amerika är en krigsförklaring mot alla människor som anser att mänsklighetens essens är en organisk social ordning baserad på språk, kultur, historia och arv” och att ”Barack Obama döljer denna krigsförklaring bakom sitt påträngande solskensleende”.

## Påstådda skrämselförsök
NPD har kritiserats för att använda skrämselmetoder och skapa ”nationella frizoner” i områden där de har starkt stöd. Denna taktik ses av vissa som ett försök att kringgå sin marginella status vad gäller väljarstöd. Partiet använde denna strategi för att förhindra att en uttalad antifascistisk konsert av musikern Konstantin Wecker i Halberstadt, Sachsen-Anhalt skulle spelas; de hotade med att köpa alla biljetter och placera NPD-anhängare vid konserten.
NPD-anhängare hade planerat att demonstrera runt Leipzig den 21 juni 2006 till stöd för Irans herrlandslag i fotboll i världsmästerskapet i fotboll 2006. Demonstrationen syftade till att uttrycka stöd för Irans dåvarande president Mahmoud Ahmadinejad, men en kort tid därefter bestämde man sig för att ställa in demonstrationen. Istället organiserades en motdemonstration av andra grupper till stöd för Israel. Under världsmästerskapet klagade man på partiets webbsida över närvaron av personer med icke-tysk härkomst i det tyska laget, och hävdade att laget inte var egentligt tyskt.

## Partiledare
- Friedrich Thielen 1964–1967
- Adolf von Thadden 1967–1971
- Martin Mussgnug 1971–1990
- Günter Deckert 1991–1996
- Udo Voigt 1996–2011
- Holger Apfel 2011–2013
- Udo Pastörs 2013-2014
- Frank Franz 2014-